# Trappentreustraße
Die Trappentreustraße ist eine Straße im Westen Münchens und Teil des Mittleren Rings.

## Lage
Die Trappentreustraße befindet sich etwa drei Kilometer westlich vom Münchner Stadtzentrum im Stadtbezirk Schwanthalerhöhe, Stadtteil Westend. Sie verläuft in Nord-Süd-Richtung.
Durch den Bau des Trappentreutunnels ergeben sich zwei Streckenabschnitte. Auf dem nördlichen Abschnitt fahren täglich bis zu 135.000 Kraftfahrzeuge über den Mittleren Ring, im südlichen Abschnitt über dem Tunnel hingegen nur 3.000 Kraftfahrzeuge pro Tag.
Die Trappentreustraße hat etwa 3.300 Anwohner.

## Verlauf
Die Trappentreustraße beginnt am südlichen Ende der Donnersbergerbrücke an der Kreuzung Landsberger Straße (B 2 Richtung Augsburg) und verläuft Richtung Süden. Die Hauptfahrbahnen mit je zwei Fahrstreifen werden über die Landsberger Straße geführt. Die Nebenfahrbahnen dienen als Zubringer zur Landsberger Straße und zu den Seitenstraßen. Die Hauptfahrbahn geht nun in den 1984 errichteten Trappentreutunnel über.
Nachdem die in die Nebenfahrbahnen die Guldeinstraße und die Westendstraße einmünden und sich die Hauptfahrbahn im Tunnel befindet, führen diese einbahnig weiter. Dabei kreuzt die Straße die Tulbeckstraße und erreicht den Gollierplatz. Für den Individualverkehr ist ab hier bis zur Kreuzung Gollierstraße die Durchfahrt untersagt. Nach der Kreuzung Gollierstraße folgt die Kreuzung Kazmairstraße. Die Trappentreustraße endet am Heimeranplatz.
Am südlichen Ende des Heimeranplatz endet auch der Trappentreutunnel und geht dort in die Garmischer Straße Richtung Sendling-Westpark über. Der Straßenverkehr der Oberfläche ist über Verbindungsrampen daran angeschlossen.

## Verkehr
Im Münchner Verkehrsnetz hat die Trappentreustraße im Bereich des Mittleren Ringes große Bedeutung. Zu einer Entlastung des südlichen Abschnittes kam es 1984, nachdem der Trappentreutunnel eröffnet und der Verkehr dorthin verlegt wurde.
Neben mehreren Buslinien befindet sich nördlich an der Donnersbergerbrücke der gleichnamige Bahnhof und unmittelbar südlich des Heimeranplatz die gleichnamige S- und U-Bahn-Station.
Für den ruhenden Verkehr ist in der Trappentreustraße (südlicher Abschnitt) ein Parkraummanagement eingeführt.

### Ausbauzustand
| Teilstück von      | Teilstück bis      | Spuren gesamt | Richtungs- fahrbahn getrennt | planfrei |
| ------------------ | ------------------ | ------------- | ---------------------------- | -------- |
| Landsberger Straße | Landsberger Straße | 4+2           | +                            | +        |
| Landsberger Straße | Heimeranplatz      | 2             | −                            | −        |

## Geschichte
In der zweiten Hälfte des 19. Jahrhunderts schuf der Architekt Gabriel von Seidl nach dem Vorbild anderer europäischer Großstädte einen noblen Vorort im Westen der Stadt. In diesem Zusammenhang wurde auch die Trappentreustraße gebaut. Diese war zunächst eine 18 Meter breite Nebenstraße.
Von 1919 bis 1920 baute die Stadt durch die Trappentreustraße die Straßenbahnlinie 22 von der Alten Sendlinger Kirche bis zum Rotkreuzplatz. Die Eröffnung fand am 23. März 1920 statt.
Ende der 1960er Jahre und Anfang der 1970er Jahre wurde der Mittlere Ring gebaut. Dazu wurde die Trappentreustraße auf 38,5 Meter verbreitert. Dies geschah durch Abriss der westlich der Straße gelegenen Häuser. In diesem Zusammenhang wurde die Trambahnlinie 22 am 1. März 1970 eingestellt.
In den Folgejahren durchschnitt das Stadtviertel diese zum Teil achtstreifige Hauptverkehrsachse. Deshalb beschloss die Stadt Ende der 1970er Jahre die Untertunnelung der Straße. Die Bauarbeiten begannen am 1. Februar 1980. Am 16. Oktober 1983 wurde der Trappentreutunnel Fahrtrichtung Nord für den Verkehr freigegeben, die Röhre in südlicher Fahrtrichtung folgte am 27. April 1984. Zeitgleich mit dem Bau des Straßentunnels errichtete die Stadt auch die U-Bahn (heutige Linien U4 und U5). Diese wurde am 10. März 1984 eröffnet und bekam am Heimeranplatz eine Station.
An der Oberfläche baute die Stadt die Straße in den Folgejahren zu einer zweistreifigen Straße zurück. Um die Durchfahrt der kompletten Trappentreustraße für den Individualverkehr zu verhindern (dieser soll den Tunnel benutzen), ist am Gollierplatz der sogenannte „Stöpsel“ eingebaut wurden. Hier ist die Durchfahrt nur für öffentliche Busse, Taxen und Fahrradfahrer gestattet. In den 1990er Jahren wurde ein Parkraummanagement eingeführt.
Am 15. Juni 2005 wurde Theodoros Boulgarides in der Hausnummer 4 durch den NSU in seinem Laden ermordet. Vor Ort erinnert eine Gedenktafel an die Tat. 

## Namensgeber
Die Straße ist benannt nach Johann Baptist Trappentreu, der für seine großzügigen Armenspenden bekannt war. Neben Bedürftigen in München spendete er auch nach Afrika und Palästina.